# Cyrk Zalewski

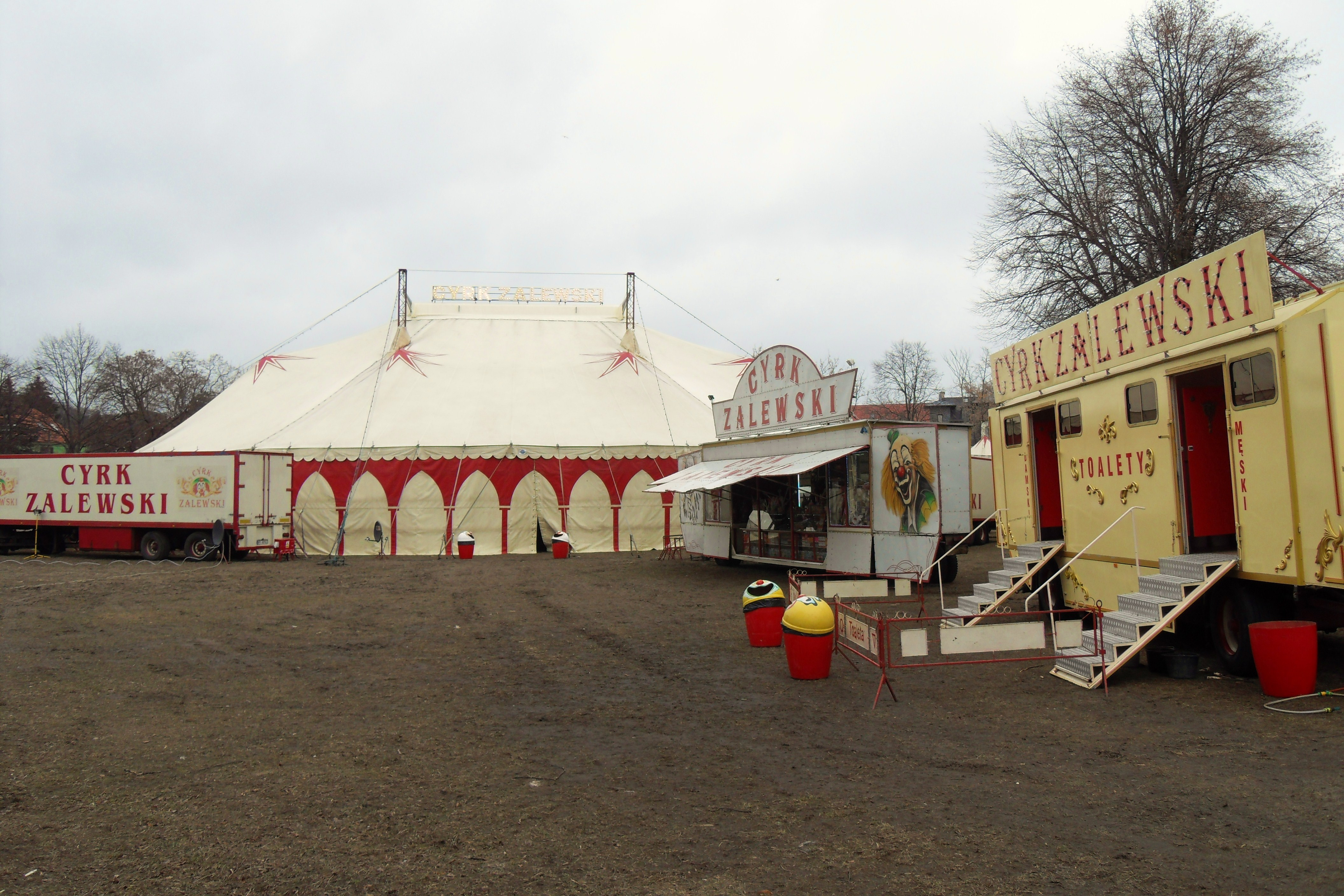
Cyrk Zalewski

Cyrk Zalewski – polski cyrk założony w 1993 roku i prowadzony przez Ewę oraz Stanisława Zalewskich.
W 2008 roku był realizatorem i organizatorem programu Gwiezdny cyrk. Cyrk jest organizatorem Międzynarodowego Festiwalu Sztuki Cyrkowej w Warszawie, a w latach 2013–2015 również festiwali w Krakowie, Katowicach, Lublinie, Kielcach, Wrocławiu i Poznaniu. Podczas wydarzenia zapraszane są znane osoby, takie jak: Maryla Rodowicz, Mariusz Zalejski, Anna Powierza czy Karol Strasburger.
W ciągu roku odwiedzają ponad 200 miast, w każdym z nich 60-osobowa ekipa cyrku przedstawia spektakle.